# Olympische Sommerspiele 1920/Leichtathletik – Crosslauf (Männer)

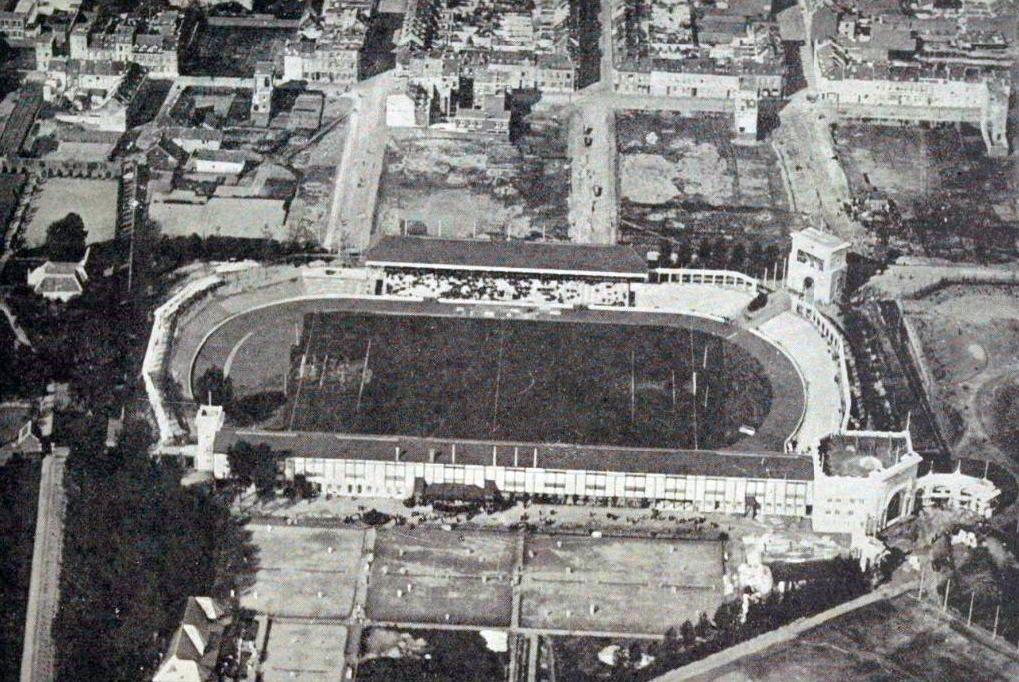
Das Antwerpener Olympiastadion

Der Crosslauf der Männer bei den Olympischen Spielen 1920 in Antwerpen – damals verwendete deutsche Bezeichnung: Querfeldeinlauf – wurde am 23. August 1920 ausgetragen. 47 Athleten nahmen teil. Bei diesem Rennen gab es eine Einzel- und eine Mannschaftswertung.
Olympiasieger wurde der Finne Paavo Nurmi vor dem Schweden Eric Backman und dem Finnen Heikki Liimatainen.
In der Mannschaftswertung gewann Finnland mit Paavo Nurmi, Heikki Liimatainen und Teodor Koskenniemi.

Silber ging an Großbritannien in der Besetzung James Wilson, Frank Hegarty und Alfred Nichols.

Schweden errang mit Eric Backman, Gustaf Mattsson und Hilding Ekman Bronze.
Läufer aus der Schweiz nahmen nicht teil. Deutschland und Österreich waren von den Spielen 1920 ausgeschlossen.

## Durchführung des Wettbewerbs
Die Renndistanz betrug ca. 8000 Meter. Zusätzlich zur Einzelwertung gab es auch eine Teamwertung. Dazu wurden die jeweils besten drei Läufer eines Landes ihren Platzierungen entsprechend mit Punkten bewertet (Platz 1 = 1 Punkt, Platz 2 = 2 Punkte usw.). Diese Punktewerte wurden addiert, die Reihenfolge ergab sich aus den jeweils niedrigsten Summen. Es handelte sich also um eine reine Platzzifferwertung, erzielte Zeiten spielten keine Rolle.
Es sind nicht alle Laufzeiten übermittelt.

## Einzelwertung

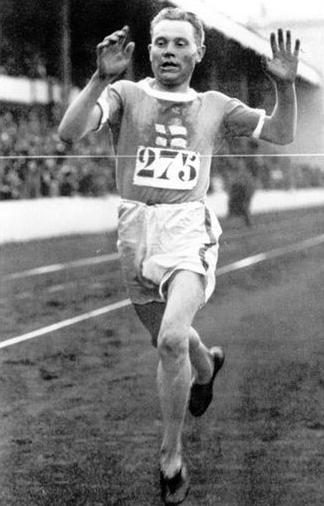
Paavo Nurmi – Goldmedaillengewinner im Einzel und mit der Mannschaft Finnlands

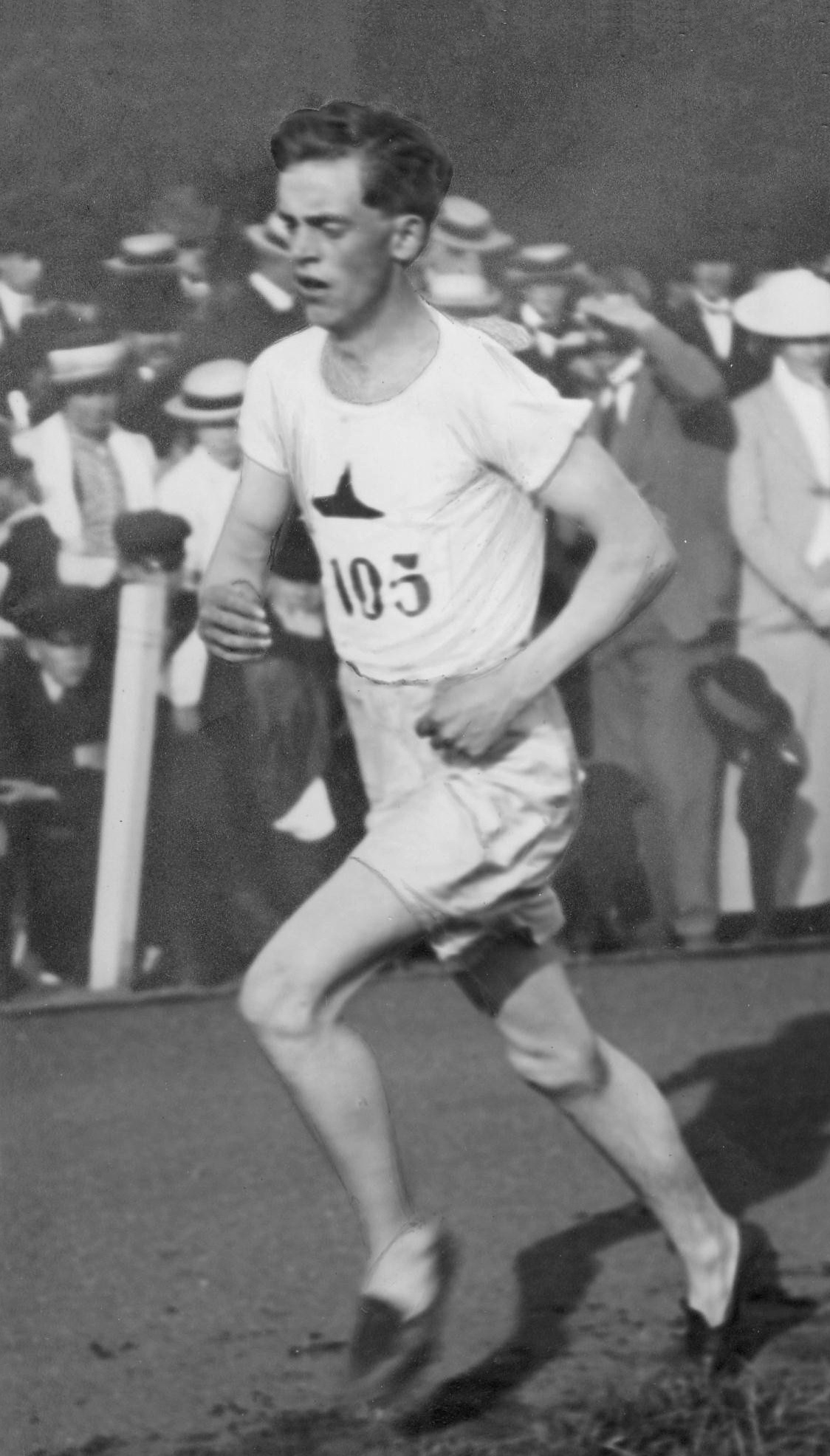
Silber im Einzel und Bronze mit seinem schwedischen Team: Eric Backman

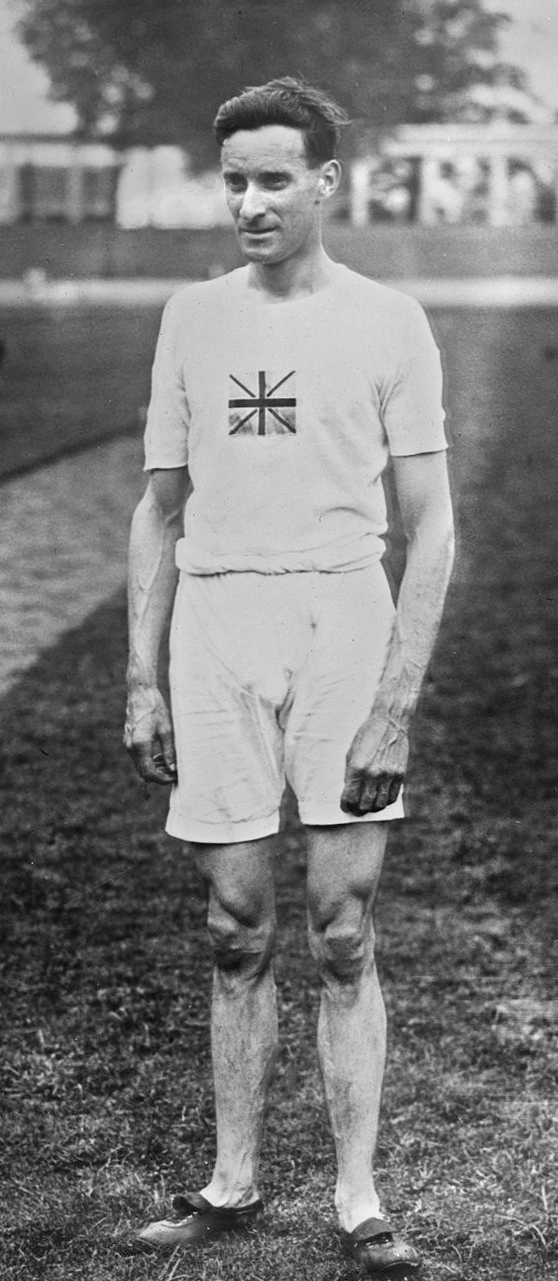
James Wilson belegte Rang vier (Einzelwertung), im Team für Großbritannien gab es Silber

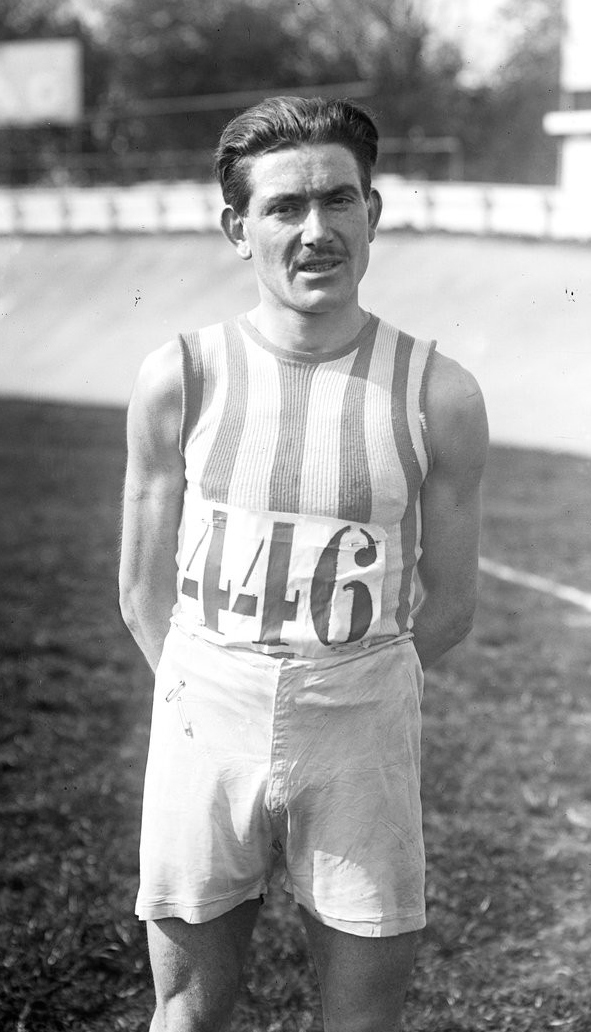
Der achtplatzierte Gaston Heuet, mit Frankreich auf Rang fünf

Datum: 23. August 1920
| Platz | Name                  | Nation                | Zeit (min) | Anmerkung |
| ----- | --------------------- | --------------------- | ---------- | --------- |
| 1     | Paavo Nurmi           | Finnland              | 27:15,0    |           |
| 2     | Eric Backman          | Schweden              | 27,17,6    |           |
| 3     | Heikki Liimatainen    | Finnland              | 27:37,0    |           |
| 4     | James Wilson          | Großbritannien        | 27:45,2    |           |
| 5     | Frank Hegarty         | Großbritannien        | 27:57,0    |           |
| 6     | Teodor Koskenniemi    | Finnland              | 27:57,2    |           |
| 7     | Julien Van Campenhout | Belgien               | 28:00,0    |           |
| 8     | Gaston Heuet          | Frankreich            | 28:10,0    |           |
| 9     | Patrick Flynn         | USA                   | 28:12,0    |           |
| 10    | Gustaf Mattsson       | Schweden              | 28:16,0    |           |
| 11    | Hilding Ekman         | Schweden              | 28:17,0    |           |
| 12    | Alfred Nichols        | Großbritannien        | 28:20,0    |           |
| 13    | Werner Magnusson      | Schweden              | k. A.      |           |
| 14    | Ilmari Vesamaa        | Finnland              | k. A.      |           |
| 15    | Fred Faller           | USA                   | k. A.      |           |
| 16    | Max Böhland           | USA                   | k. A.      |           |
| 17    | Gustave Lauvaux       | Frankreich            | k. A.      |           |
| 18    | Eino Rastas           | Finnland              | k. A.      |           |
| 19    | Christopher Vose      | Großbritannien        | k. A.      |           |
| 20    | Albert Andersen       | Dänemark              | k. A.      |           |
| 21    | Joseph Servella       | Frankreich            | k. A.      |           |
| 22    | Wally Freeman         | Großbritannien        | k. A.      |           |
| 23    | Hannes Miettinen      | Finnland              | k. A.      |           |
| 24    | Lars Hedwall          | Schweden              | k. A.      |           |
| 25    | Julio Domínguez       | Spanien               | k. A.      |           |
| 26    | Larry Cummins         | Großbritannien        | k. A.      |           |
| 27    | Henrik Sørensen       | Dänemark              | k. A.      |           |
| 28    | Jón Jónsen            | Dänemark              | k. A.      |           |
| 29    | Tommy Town            | Kanada                | k. A.      |           |
| 30    | Knut Alm              | Schweden              | k. A.      |           |
| 31    | Edmond Brossard       | Frankreich            | k. A.      |           |
| 32    | Edmond Bimont         | Frankreich            | k. A.      |           |
| 33    | Henri Smets           | Belgien               | k. A.      |           |
| 34    | Lewis Watson          | USA                   | k. A.      |           |
| 35    | Julius Ebert          | Dänemark              | k. A.      |           |
| 36    | Aimé Proot            | Belgien               | k. A.      |           |
| 37    | François Vyncke       | Belgien               | k. A.      |           |
| 38    | Alexandros Kranis     | Griechenland          | k. A.      |           |
| 39    | Peter Trivoulidis     | Griechenland          | k. A.      |           |
| 40    | Bob Crawford          | USA                   | k. A.      |           |
| 41    | Pierre Trullemans     | Belgien               | k. A.      |           |
| 42    | Antoine Rivez         | Belgien               | k. A.      |           |
| DNF   | Even Vengshoel        | Norwegen              |            |           |
| DNF   | Joseph Guillemot      | Frankreich            |            |           |
| DNF   | Artur Nielsen         | Dänemark              |            |           |
| DNF   | Leonard Richardson    | Südafrikanische Union |            |           |
| DNF   | Amisoli Patasoni      | USA                   |            |           |

Für Paavo Nurmi, vor diesen Spielen noch ein unbekannter Läufer, wurde dieses Rennen zu einem Triumph. Da es eine Mannschaftswertung gab und er starke finnische Kollegen hatte, konnte er gleich zwei Goldmedaillen mit einem Lauf gewinnen.
Nurmi und der Schwede Eric Backman setzten sich früh ab. Joseph Guillemot, über 5000 und 10.000 Meter Nurmis schärfster Konkurrent, musste ca. drei Kilometer vor dem Ziel wegen einer Verstauchung das Rennen aufgeben. Im Schlussspurt bezwang der Finne seinen schwedischen Gegner.
Nach seinem Sieg über 10.000 Meter sammelte Paavo Nurmi damit die Goldmedaillen zwei und drei bei diesen Spielen ein und avancierte damit zum erfolgreichsten Leichtathleten bei dieser Veranstaltung. Zudem hatte er noch Silber im Rennen über 5000 Meter gewonnen.

## Mannschaftswertung
in Klammern: Platzierung des jeweiligen Läufers
Datum: 23. August 1920
| Platz | Nation         | Arhleten                                                      | Punkte | Anmerkung |
| ----- | -------------- | ------------------------------------------------------------- | ------ | --------- |
| 1     | Finnland       | Paavo Nurmi (1) Heikki Liimatainen (3) Teodor Koskenniemi (6) | 10     |           |
| 2     | Großbritannien | James Wilson (4) Frank Hegarty (5) Alfred Nichols (12)        | 21     |           |
| 3     | Schweden       | Eric Backman (2) Gustaf Mattsson (10) Hilding Ekman (11)      | 23     |           |
| 4     | USA            | Patrick Flynn (9) Fred Faller (13) Max Böhland (14)           | 36     |           |
| 5     | Frankreich     | Gaston Heuet (8) Gustave Lauvaux (15) Joseph Servella (17)    | 40     |           |
| 6     | Belgien        | Julien Van Campenhout (7) Henri Smets (20) Aimé Proot (21)    | 48     |           |
| 7     | Dänemark       | Albert Andersen (16) Henrik Sørensen (18) Jón Jónsen (19)     | 53     |           |

Insgesamt kamen sieben Mannschaften (Belgien, Dänemark, Finnland, Frankreich, Großbritannien, Schweden und die USA) in die Wertung. Sie wiesen die erforderliche Mindestanzahl von drei Läufern im Ziel auf. Griechenland mit zwei Läufern im Ziel sowie Kanada, Norwegen, Spanien und die Südafrikanische Union mit jeweils einem Starter im Ziel konnten nicht berücksichtigt werden.

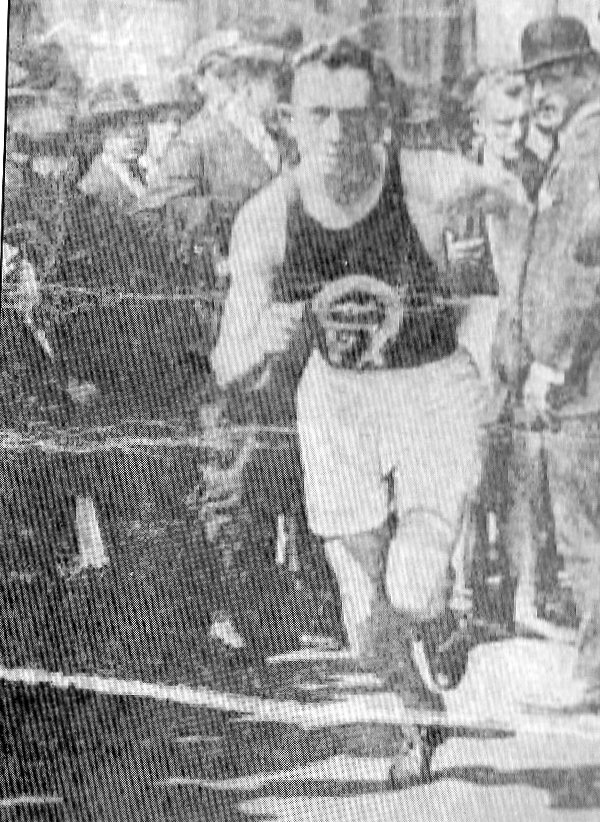
Patrick Flynn – Einzel: Rang neun / mit Team USA: Platz vier
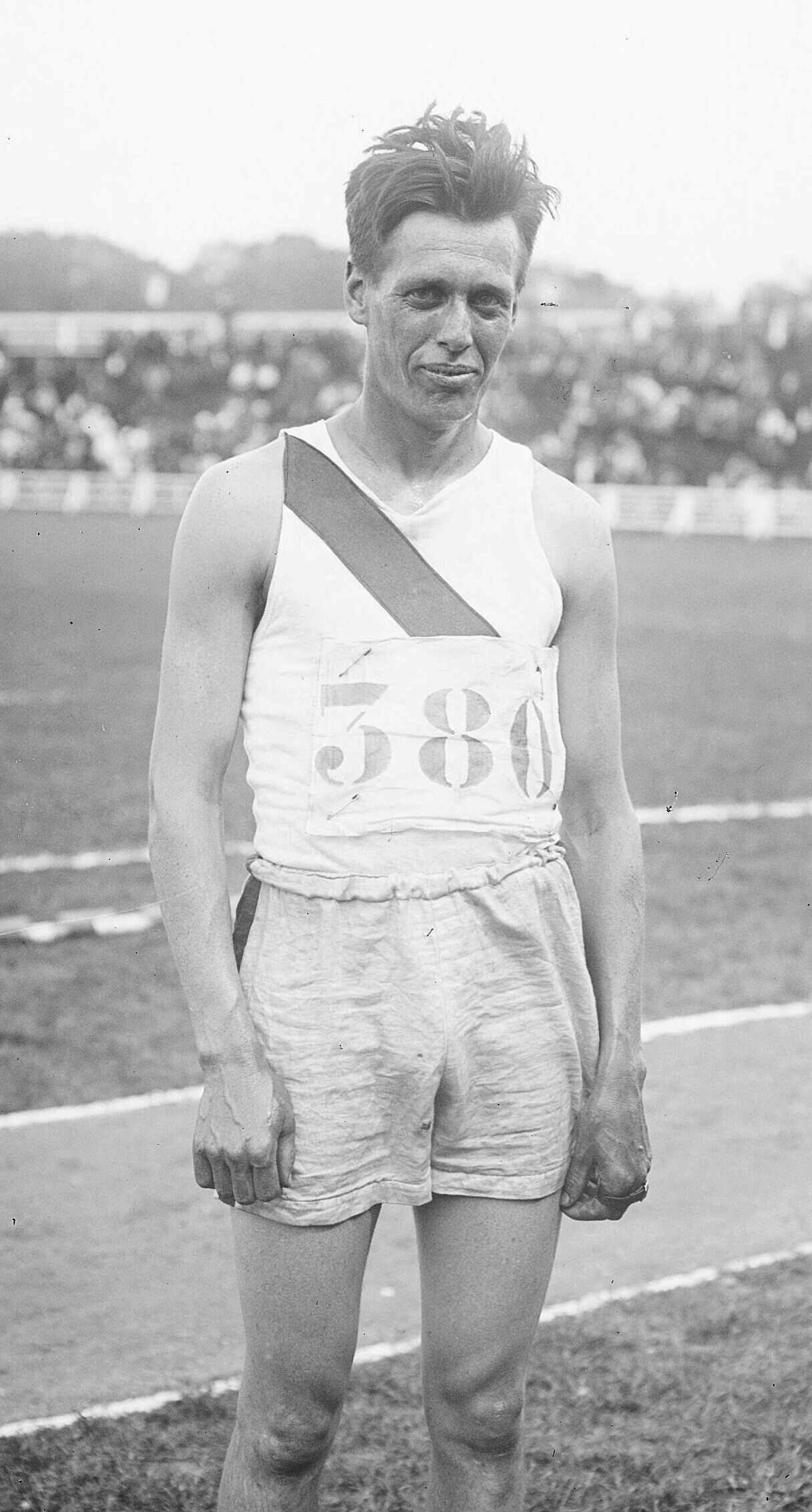
Fred Faller kam in der Einzelwertung auf den fünfzehnten Platz und mit den USA auf Rang vier
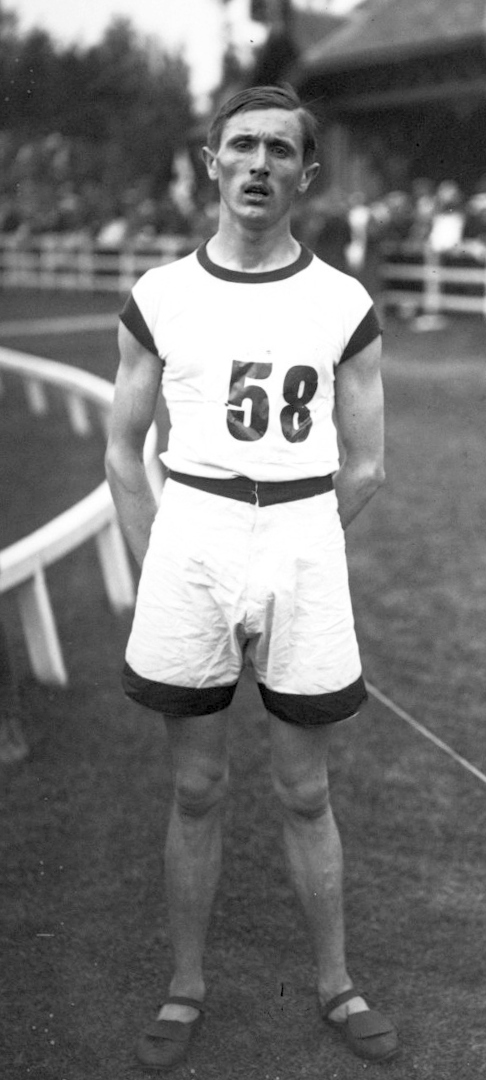
Gustave Lauvaux erreichte Platz siebzehn in der Einzelwertung und Rang fünf in der Teamwertung mit Frankreich
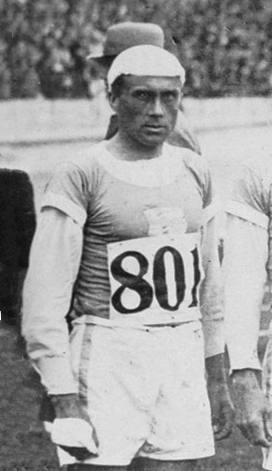
Eino Rastas – Einzelwertung: Rang achtzehn / im Team Finnland nicht unter den besten drei Einzelläufern, deshalb dort nicht in der Wertung
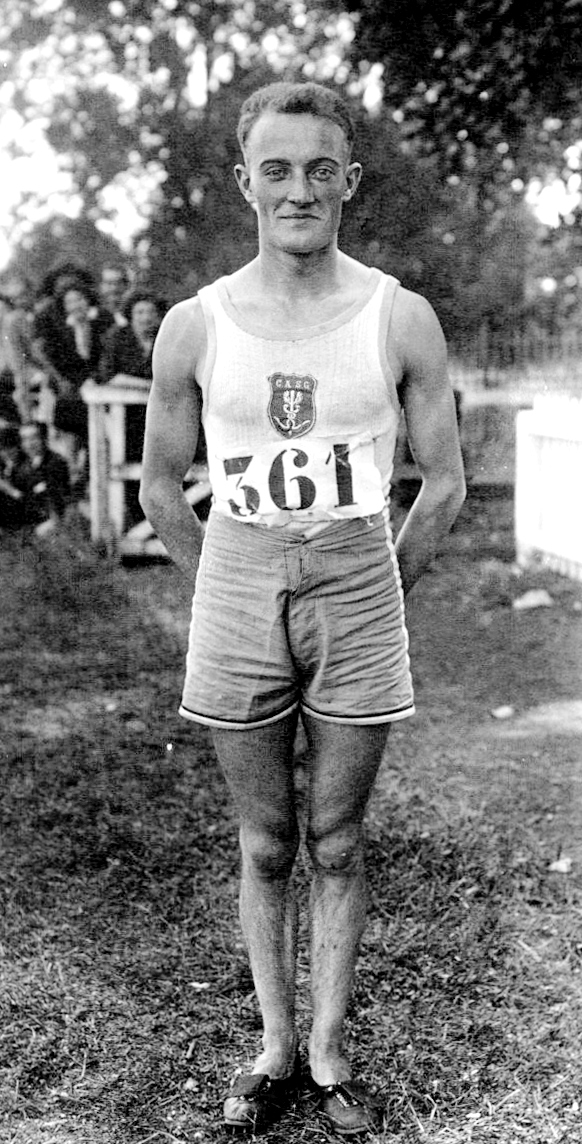
Edmond Brossard wurde 31. / im Team Frankreich nicht unter den besten drei Einzelläufern, deshalb dort nicht in der Wertung
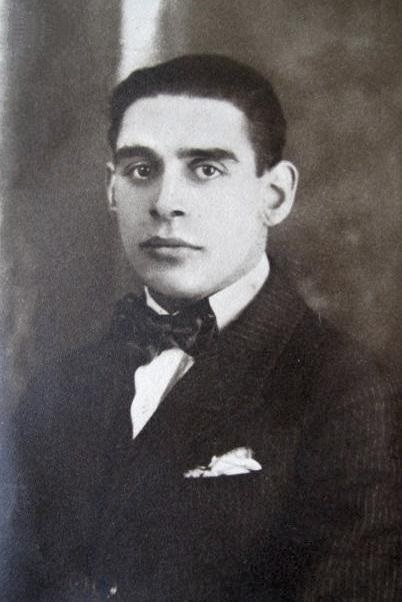
Rang 33 in der Einzelwertung für Henri Smets / mit Belgien auf Rang sechs
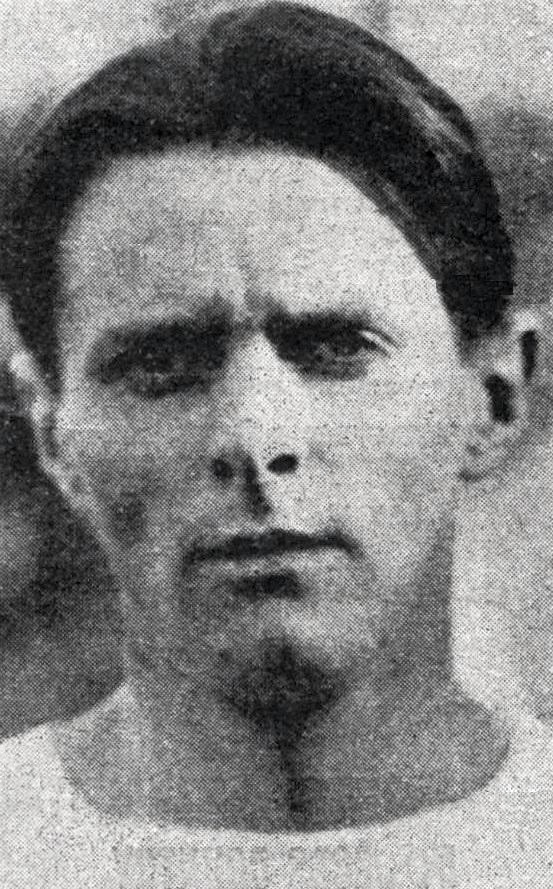
Joseph Guillemot – Rennen nicht beendet, deshalb in keiner Wertung